# سیارک ۷۳۶۹
سیارک ۷۳۶۹ (به انگلیسی: 7369 Gavrilin، نامگذاری:1975AN) هفت هزار و سیصد و شصت و نهمین سیارک کشف شده‌است که در ۱۳ ژانویه ۱۹۷۵ کشف شد.
قدر مطلق سیارک برابر ۱۲٫۹۰ است.